# Pociąg rządowy (PRL)

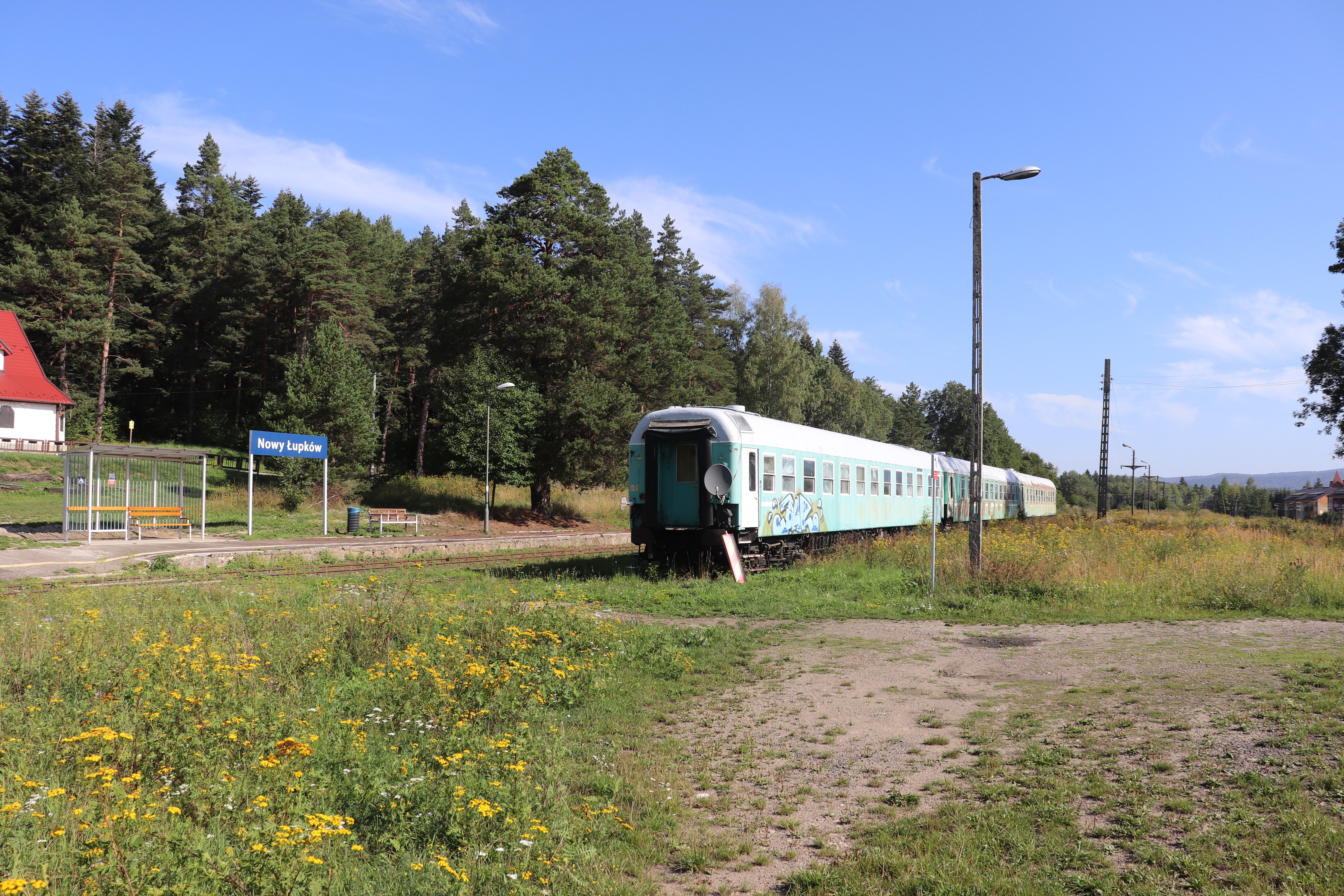
Nowy Łupków – ocalałe wagony składu rządowego; stan z 2022 roku

Pociąg rządowy (PRL) – polski pociąg specjalny o nadzwyczajnym przeznaczeniu (skrót PONP) z wagonami o komfortowym wyposażeniu i wysokim standardzie technicznym przeznaczony do przewożenia najważniejszych osób w państwie i zagranicznych gości rangi państwowej oraz na inne specjalne okoliczności. Wyprodukowany pociąg rządowy, złożony z sześciu wagonów i lokomotywy, którym podróżowali m.in. Edward Gierek i Wojciech Jaruzelski, służył władzom od 1974 roku aż do początku XXI wieku. W czasach PRL pociągiem tym pierwszy sekretarz PZPR jeździł po Polsce oraz odbywał podróże zagraniczne do przywódców innych zaprzyjaźnionych państw, np. do Moskwy. Skład został wycofany z użycia w 2003 roku. Do dzisiaj z „pociągu Gierka” zachowały się trzy wagony, w tym salonka, które stoją na bocznicy na nieczynnej stacji kolejowej w Nowym Łupkowie i są wykorzystywane jako atrakcja turystyczna i eksponat muzealny. Los pozostałych trzech wagonów składu jest nieznany.

## Salonki rządowe
Przed II wojną światową, wg dostępnych obecnie informacji, Rząd RP korzystał z wagonu osobowego, którym Józef Piłsudski w 1918 wrócił do Polski z Berlina. Korzystał też z tego wagonu prezydent Ignacy Mościcki – wagon ten znajduje się aktualnie w muzeum kolejnictwa w Skierniewicach. 
W okresie po II wojnie światowej funkcjonował specjalny wagon salonowy, którym podróżował m.in. Bolesław Bierut. Salonka Bieruta znajduje się obecnie na stacji w warszawskim Muzeum Kolejnictwa. 
Kolejnym wagonem specjalnym, z którego korzystali dygnitarze PRL, była też salonka wyprodukowana w 1953 roku, z której korzystał m.in. Przewodniczący Rady Państwa, generał Aleksander Zawadzki, znajdująca się obecnie w parowozowni Skierniewice, zarządzanej przez Polskie Stowarzyszenie Miłośników Kolei.

## Salonka Bieruta

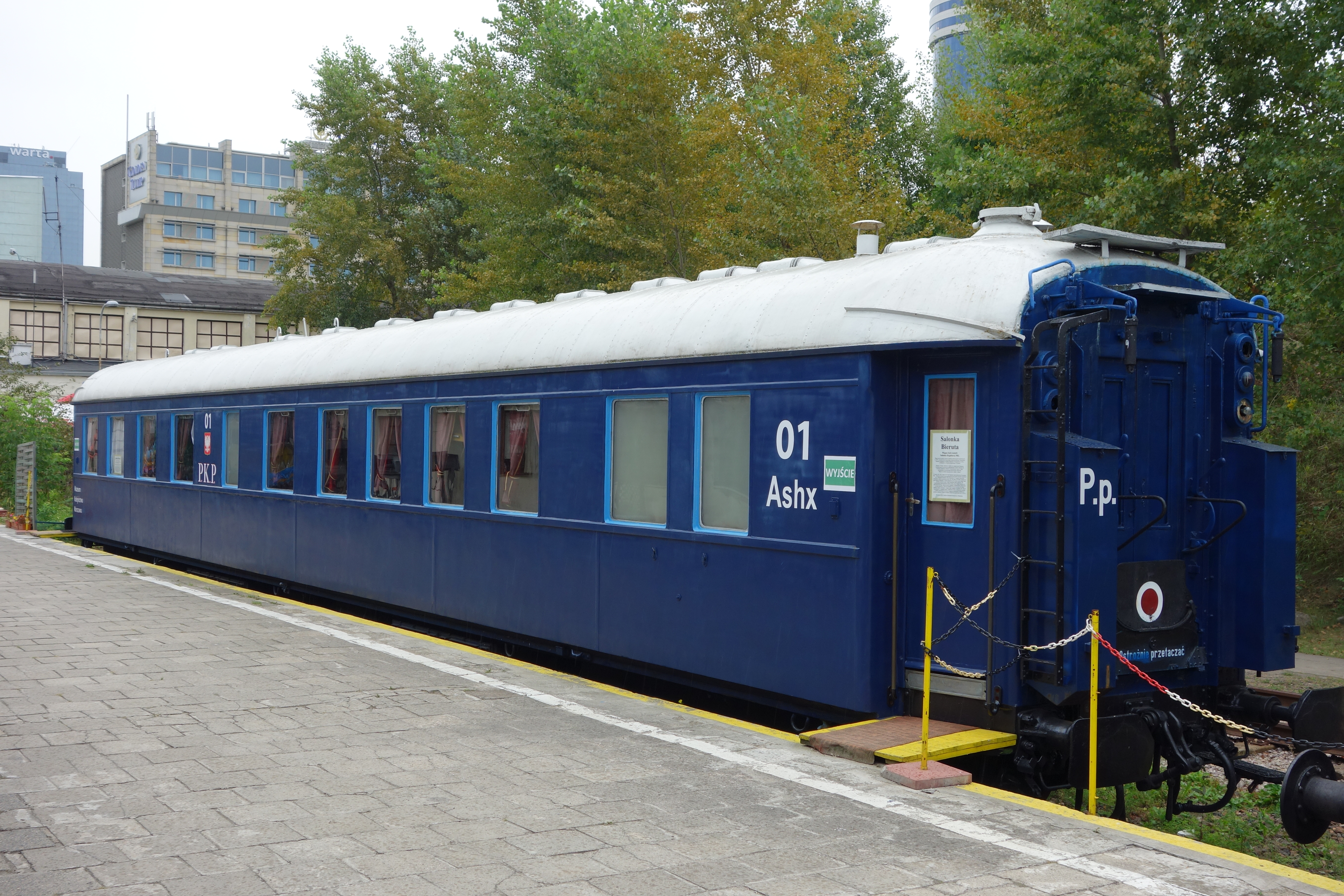
Wagon salonowy Bieruta w Muzeum Kolejnictwa

Wagon, który stał się w późniejszym czasie salonką Bieruta, został zbudowany w 1939 roku przez Zakłady im. Hipolita Cegielskiego w Poznaniu jako jeden z dwóch wagonów restauracyjnych zamówionych przez Francuskie Międzynarodowe Towarzystwo Wagonów Sypialnych i Wielkich Ekspresów Europejskich C.I.W.L. (Compagnie internationale des wagons-lits). Wagony zostały wyprodukowane jeszcze przed wybuchem II wojny światowej, jednak zamawiający nie zdążył ich odebrać przed rozpoczęciem działań wojennych. W latach 1939–1945 Niemcy przystąpili do ich przebudowy na salonki dla dygnitarzy hitlerowskich, ale nie ukończyli jej do 1945 roku. W 1947 roku wagon przebudowano na wagon salonowy. 
Po przebudowie był wykorzystywany jako rządowy wagon reprezentacyjny przez Prezydenta PRL Bolesława Bieruta w latach 1947–1952. W 1952 i 1955 został poddany modernizacji w Zakładach Naprawczych Taboru Kolejowego w Poznaniu. Z tzw. „salonki Bieruta” korzystali również m.in. Władysław Gomułka, Józef Cyrankiewicz i Piotr Jaroszewicz, podróżując po kraju i Europie. 
W 1981 roku salonka została wycofana z eksploatacji i wagonownia Warszawa Szczęśliwice przekazała ją do Muzeum Kolejnictwa w Warszawie, gdzie jest jednym z eksponatów, który nie jest na stałe udostępniany zwiedzającym ze względu na niszczący wpływ warunków pogodowych na wyposażenie wagonu.

### Wnętrze
W wagonie salonowym Bieruta zachowały się oryginalne wnętrza z przełomu lat 40. i 50. XX wieku. Wagon był wyposażony w kuchnię z piecem węglowym, własne ogrzewanie w przedziałach, meble z mahoniu, kryształowe lustra i skórzane obicia foteli przy stole konferencyjnym. Ściany wyłożone były drewnianą boazerią z intarsjowanymi widokami polskich miast: Warszawy, Krakowa, Poznania, Gdańska i Wrocławia. Z sypialnią najważniejszego pasażera sąsiadowała prywatna łazienka z prysznicem. Poza przedziałem prezydenta w wagonie wydzielono gabinety dla VIP-ów towarzyszących prezydentowi, wyposażone w kanapy obite pluszem i mahoniowe biurka oraz prywatne łazienki. Na końcu wagonu znajdowały się przedziały przeznaczone dla ochrony i obsługi. W każdym przedziale była umywalka z lustrem.

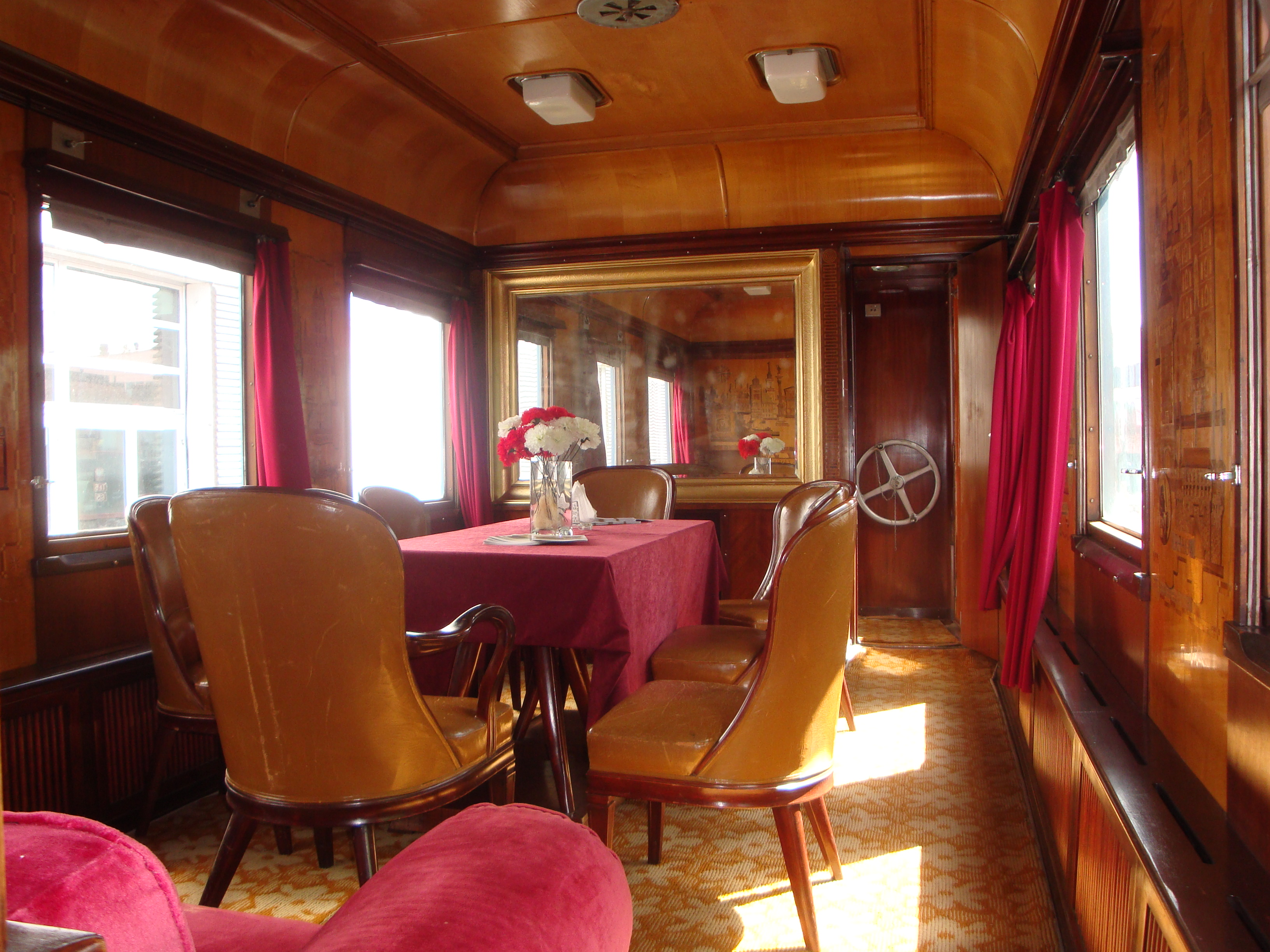
Wnętrze głównej sali
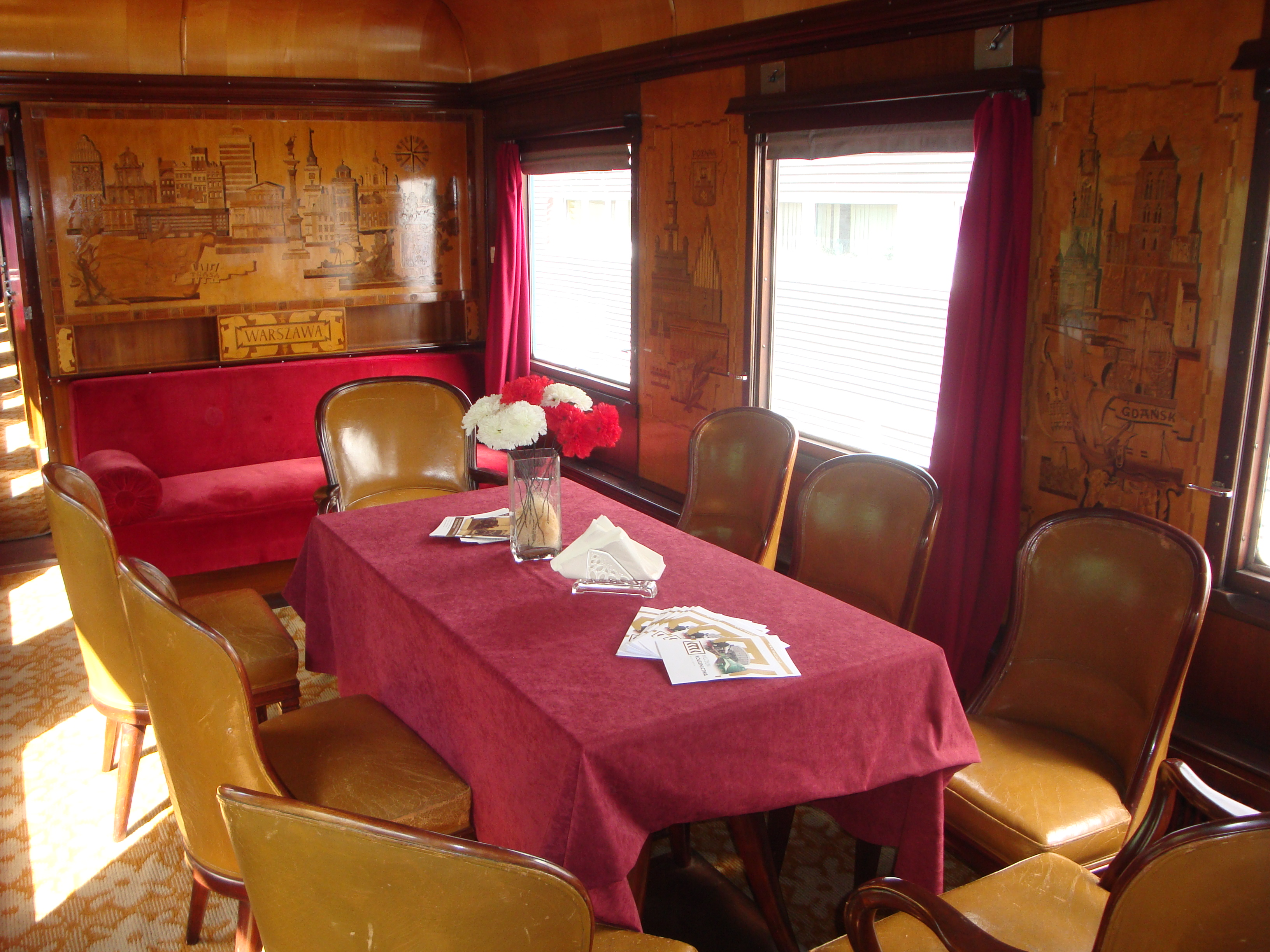
Widoki miast polskich na ścianach
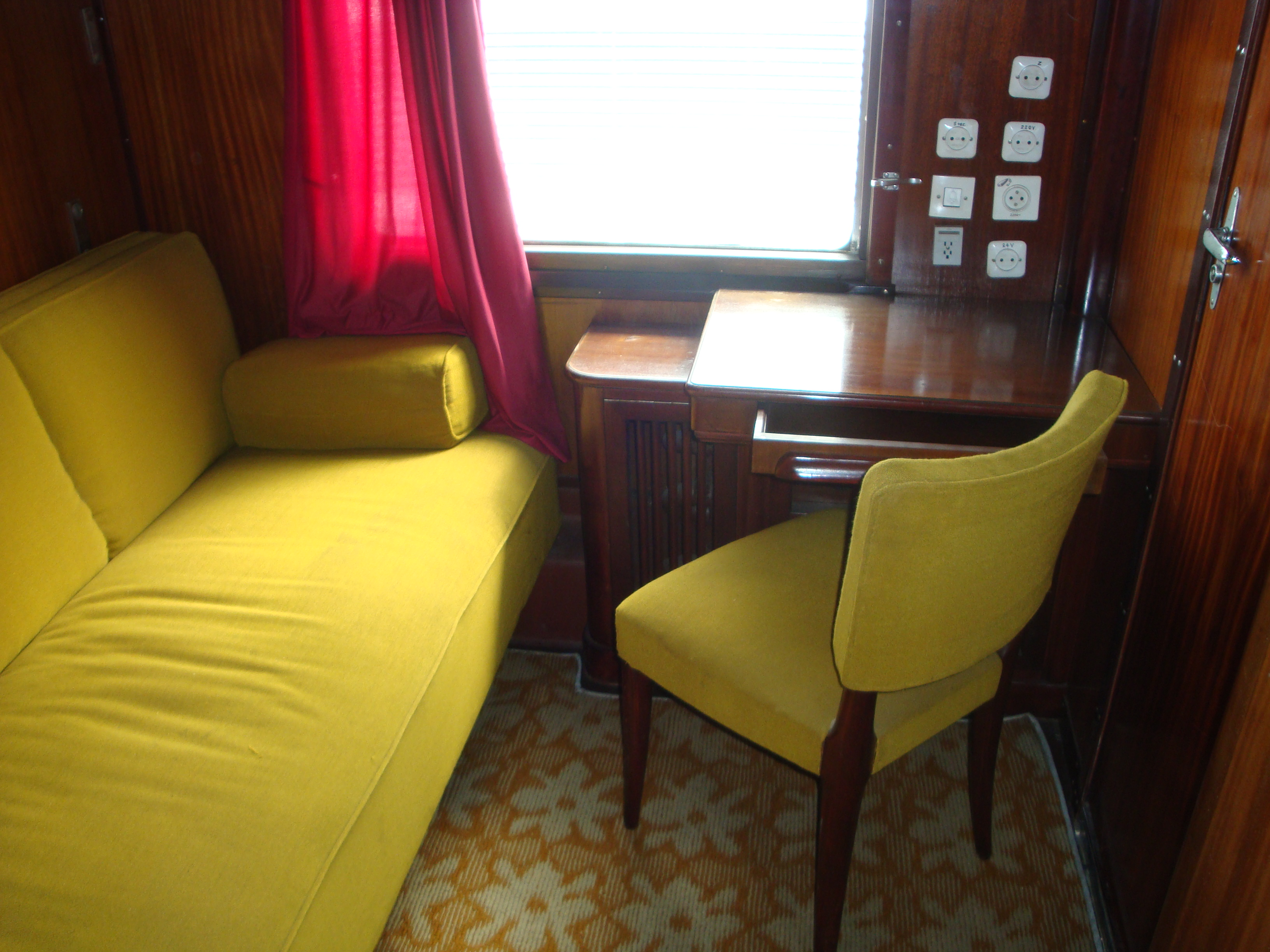
Gabinet

## Pociąg Gierka

### Historia

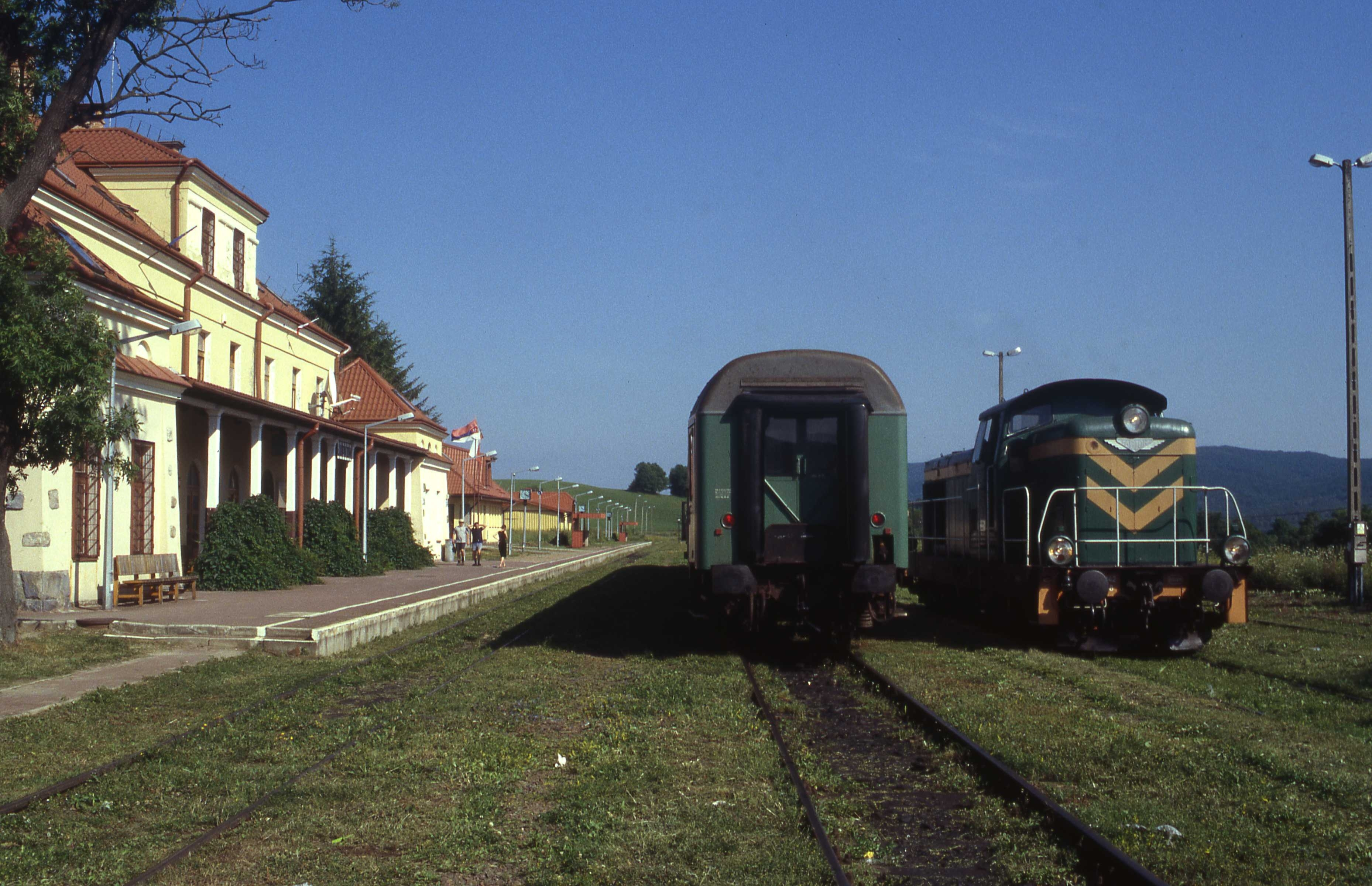
Nowy Łupków – stacja kolejowa w 2004 roku

Produkcję składu pociągu rozpoczęto na początku lat 70. XX wieku na potrzeby ówczesnego rządu, a zakończono w 1974. Z pociągu korzystał nie tylko Gierek, ale także premier Piotr Jaroszewicz i generał Wojciech Jaruzelski. Delegacje odbyły tym pociągiem nawet podróż do Albanii, Ułan Bator w Mongolii (była to najdalsza podróż) czy Tbilisi. W późniejszym okresie po upadku PRL z pociągu korzystali Lech Wałęsa i Aleksander Kwaśniewski. Z zagranicznych gości w pociągu przebywał np. Leonid Breżniew, Mu’ammar al-Kaddafi i Kim Ir Sen.
W 2003 roku skład został wycofany z użytkowania i odstawiony na bocznicę kolejową w Idzikowicach. Po kilku latach, w 2008 roku, został wystawiony na sprzedaż/licytację. Decyzję o jego kasacji podjęła ówczesna spółka Przewozy Regionalne, która wykonywała przewozy pasażerskie pomiędzy miastami, więc wagony w tak wysokim standardzie nie były jej potrzebne. Argumentowała ją m.in. stanem technicznym składu i ewentualnym, kosztownym remontem.  
W 2010 roku planowano jeszcze użycie pociągu do przewiezienia polskiej delegacji do Smoleńska, zamiast lotu samolotem Tu-154, ale zrezygnowano ze względu na stan techniczny i brak czasu na ewentualną renowację. 
Miłośnicy kolejnictwa, z inicjatywy Romana Mazura, postanowili zachować pociąg jako ostatni tego typu. Fundacja Promocji i Rozwoju Bieszczad zakupiła 3 wagony składu, w tym salonkę. W nocy z 10 na 11 listopada 2015 roku, skład odjechał z Idzikowic, trasą; Kruszewiec - Radom - Skarżysko-Kamienna - Stalowa Wola - Przeworsk - Rzeszów - Jasło- Zagórz - Nowy Łupków. Poruszał się z prędkością ok. 50 km/h, lecz na rozjazdach zwalniał do 20 km/h, wg portalu Kolejowy Sanok, składał się z sześciu wagonów. Na stacji kolejowej Stalowa Wola Rozwadów pociąg został podzielony; trzy wagony tam zostały, natomiast pozostałe trafiły do Nowego Łupkowa. Tam na bocznicy kolejowej w mającym powstać muzeum kolejnictwa w Nowym Łupkowie, stoją dwa wagony sypialne i salonka (trzywagonowy, czyli niepełny skład) z pociągu rządowego Gierka, ocalone od złomowania.

### Skład
Oryginalny skład pociągu liczył sześć wagonów. Wagony miały kolorystykę zewnętrzną typową dla polskich wagonów osobowych z lat 70. Były pomalowane na zielony kolor (ciemniejszy lub jaśniejszy) z wąskim białym pasem pośrodku. Wagony zostały zaprojektowane do jazdy z maksymalną prędkością 160 km/h i były dostosowane do przewozu morskiego, czyli wjazdu na prom. Skład był wyprodukowany na wysokim, jak na ówczesne czasy, poziomie technicznym i posiadał komfortowo urządzone przedziały dla przedstawicieli najwyższych władz i oficjeli.
Wagony osobowe zostały wyprodukowane przez Zakłady Hipolita Cegielskiego w Poznaniu, we wrocławskim Pafawag-u i wschodnioniemiecką firmę Waggonbau Görlitz. 
Wagony składu rządowego nie były w środku w całości podzielone na przedziały jak w pociągach liniowych. W wagonach tych były wydzielone dodatkowo: przedziały do spania dla kilku osób, gabinet do pracy, sala konferencyjna ze stołem i krzesłami, kuchnia, łazienka i toalety.
Skład był przystosowany do jazdy po krajach Europy i niektórych w Azji. Umożliwiały to rozwiązania techniczne odbiegające od tych obecnych w normalnym ówczesnym taborze kolejowym, np. wagony były wyposażone w specjalnie skonstruowane wózki jezdne zmniejszające wibracje oraz wszelkiego rodzaju sprzęgi stosowane na różnych kolejach. W sytuacjach awaryjnych skład mógł funkcjonować bez źródła zewnętrznego zasilania, co umożliwiało m.in. obecne w każdym wagonie ogrzewanie gazowe lub kocioł na węgiel.
Sześciowagonowy skład – dwie salonki, dwa wagony sypialne, wagon restauracyjny i wagon specjalny – stał na specjalnej bocznicy rządowej na stacji kolejowej Warszawa Szczęśliwice.
W przypadku, gdy pojedyncze wagony składu były zestawiane z pociągiem regularnego kursowania, inni podróżni nie mieli do tych wagonów wstępu.

### Lokomotywa

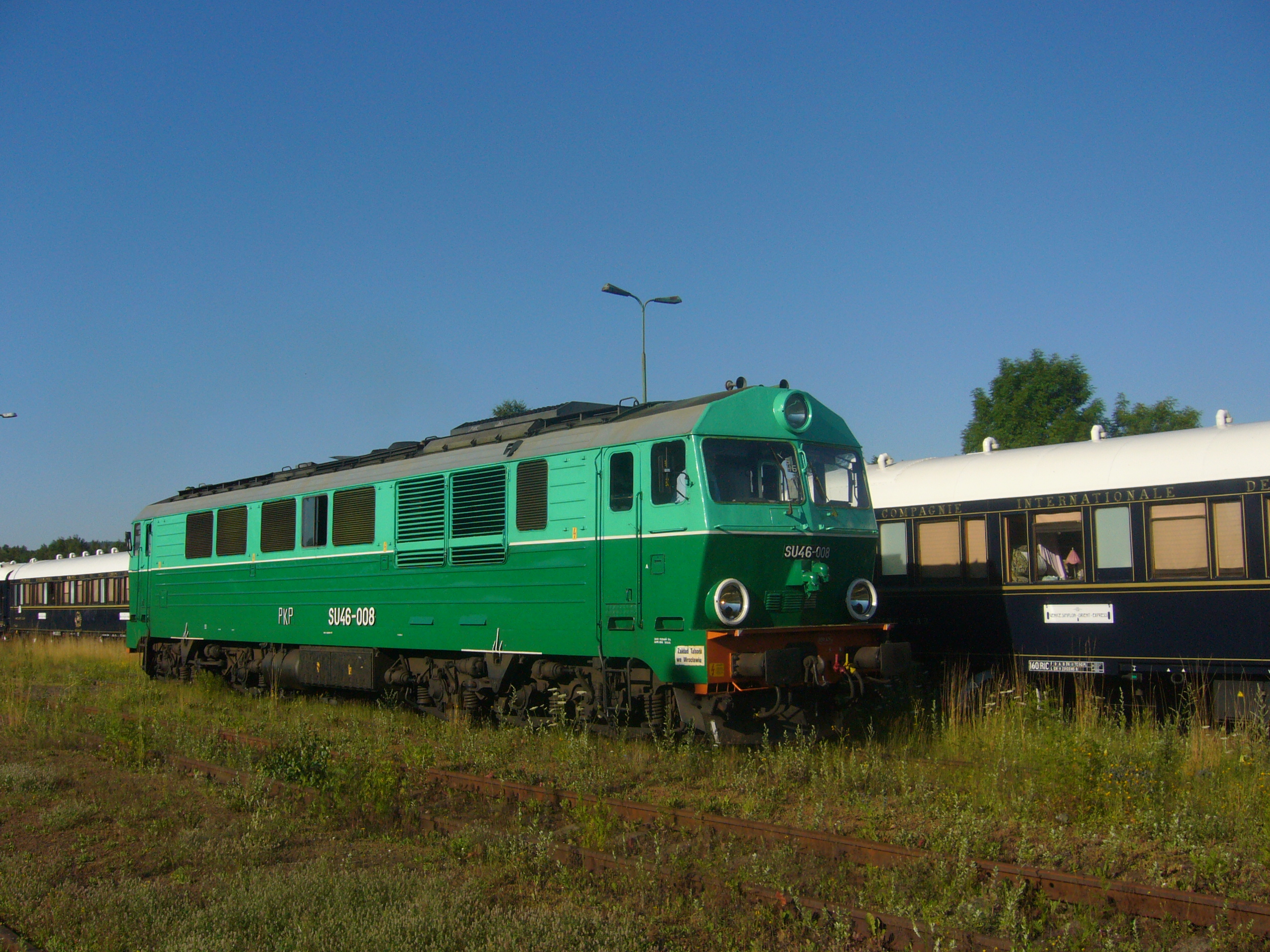
Lokomotywa SU46

Na liniach kolejowych standardowych w Polsce i w niektórych krajach socjalistycznych pociąg był ciągnięty przez lokomotywę spalinową PKP typu SU46. Lokomotywa ta, jako pierwsza polska konstrukcja, zapewniała składowi specjalnemu elektryczne ogrzewanie wagonów prądem o napięciu 3 kV (zamiast stosowanego poprzednio 500 V) oraz zasilanie wyposażenia, urządzeń i systemów łączności, przez 9-fazową prądnicę prądu przemiennego, na każdej trasie kolejowej.

### Wyposażenie
Wyposażenie pociągu zapewniało pasażerom podróże o wysokim standardzie na dalekich trasach kolejowych. Wyposażenie obejmowało: klimatyzację (jako jedyne wagony osobowe w owych czasach w Polsce), wysokiej jakości wózki jezdne, łącze satelitarne, rozkładane stopnie ułatwiające wsiadanie i przystosowane także do wsiadania z miejsca, gdzie nie było peronu, ogrzewanie (oprócz ogrzewania elektrycznego, pociąg wyposażony był w ogrzewanie parowe i węglowe w każdym wagonie oddzielnie, co związane było z odbywaniem wizyt do ZSRR), dwu- lub czteroosobowe pokoje, łóżka, rozkładane stoliki, umywalki z ciepłą i zimną wodą oraz toaletką, wagon restauracyjny (kuchnia do przygotowywania posiłków, zmywak, spiżarka, lodówka), wewnętrzne telefoniczne i przez radiowęzeł połączenie każdego wagonu z obsługą pociągu i cateringiem. Sypialnia pierwszego sekretarza PZPR, w której była kanapa rozkładana na łóżko, podręczny stolik, osobna łazienka z prysznicem i specjalny przycisk do wzywania ochrony, znajdowała się w wagonie salonowym za głównym pokojem konferencyjnym. W sali konferencyjnej, mieszczącej się w głównym wagonie pociągu tzw. salonce, znajdował się telewizor z magnetowidem i zestawem nagłośnieniowym. Tapicerowane fotele zostały obite wielbłądzią skórą podczas pobytu w Mongolii. Wykończenia i okucia były wykonane z aluminium. Drzwi między wagonami, umożliwiające przejście z jednego do drugiego, były wygłuszone. Ponadto specjalnie dla rządowego pociągu została wykonana zastawa stołowa, obejmująca porcelanowe naczynia i srebrne sztućce. Osobne pomieszczenia były przeznaczone dla ochrony BOR i obsługi.

### Ochrona
Pociąg gotowy do wyjazdu w każdej chwili, w czasie postoju na bocznicy rządowej Warszawa Szczęśliwce, był ochraniany przez żołnierzy z WJ MSW.